# Hans Siggar Jensen
Hans Siggaard Jensen (Viborg, Dinamarca, 14 de juliol de 1947) és un professor de filosofia de la ciència i director del Centre de Recerca Educativa de la Universitat d'Aarhus (Campus de Copenhagen). Ha impartit, a la Universitat de Copenhagen, cursos d'epistemologia i de filosofia de l'educació (1972-1974) i de filosofia de la ciència (1974-1976). Va ser professor associat de la Universitat d'Aalborg (1976-1978), on va impartir cursos de filosofia de la tecnologia i cursos de teoria de l'educació, de la qual va ser degà. Va ser professor de la Copenhagen Business School (1987-2001) i director del programa de doctorat de l'escola. Va crear el Learning Lab Denmark (2001) en la nova Danish University of Education. El 1991 va ser el principal impulsor de l'European Doctoral Programme Association in Management and Business Administration, de la qual n'ha sigut el president durant una dècada. Ha estat assessor de la Comunitat Europea en temes d'educació a distància i política científica i també assessor i president de comissions del Govern de Dinamarca i de la Nordic Research Academy. El 21 de novembre de 2013, a proposta de l'Escola Superior d'Administració i Direcció d'Empreses (ESADE-URL) la Universitat Ramon Llull li va concedir el títol de Doctor honoris causa.